# 도마리촌 (돗토리현)
도마리촌(泊村)은 돗토리현에 존재했던 촌이며,  도하쿠군에 속했다.
2004년 10월 1일에 도하쿠군의 하와이정 및 도고정과 합병해 유리하마정이 되었다.

## 역사
- 1889년 4월 1일 - 정촌제 시행과 함께 근세이래의 가와무라군 도마리촌 단독으로 자치체를 형성하였다.
- 1896년 4월 1일 - 도마리촌 도하쿠군으로 변경되었다.
- 1918년 1월 1일 - 히사쓰가촌, 미하시촌과 합병해 새로운 도마리촌이 되었다.
- 2004년 10월 1일 - 하와이정, 도고정과 합병해 새로운 유리하마정이 성립하였다. 동일 도마리촌은 폐지되었다.

## 교통

### 철도
- 서일본 여객철도 산인 본선

### 도로
- 산인 자동차도(일본어판) (아오야하와이 도로(일본어판))
- 국도 제9호선